# Alexa Bliss
Alexis Cabrera (nascida Kaufman; Columbus, 9 de agosto de 1991) é uma lutadora profissional americana. Ela trabalha atualmente para a WWE, onde atua na marca SmackDown sob o nome de ringue Alexa Bliss.
Em 2013, Bliss assinou um contrato com a WWE e foi designada para o Performance Center e a marca de desenvolvimento NXT. Ela fez sua estreia no plantel principal na marca SmackDown em 2016, mais tarde se tornando duas vezes campeã feminina do SmackDown e a primeira mulher a deter o título duas vezes.
Bliss foi transferida para o Raw em 2017 e se tornaria três vezes campeã feminina do Raw, com seu reinado inicial fazendo dela a primeira mulher a ganhar os títulos femininos do Raw e do SmackDown. Ela e Nikki Cross também são as primeiras duas vezes campeãs de duplas femininas na história da WWE, tornando Bliss a segunda campeã da Tríplice Coroa Feminina. Em 2018, ela venceu a segunda luta Money in the Bank feminina e a primeira luta Elimination Chamber feminina.

## Início de vida
Alexis Kaufman nasceu em 9 de agosto de 1991, em Columbus, Ohio de pais adolescentes que ainda estavam no ensino médio na época de seu nascimento. Ela está envolvida em esportes desde os cinco anos de idade, competindo em pista, kickboxing, softball e ginástica. Ela também foi líder de torcida na Hilliard Davidson High School e alcançou o status de Divisão I na Universidade de Akron, onde se formou em dietética médica. Ela passou um tempo em competições de fitness competitivas e competiu no Arnold Classic. Aos 15 anos, ela sofria de um distúrbio alimentar com risco de vida, mas recorrer a competições de fitness a ajudou a superá-lo. Com a permissão de seus pais, ela também recebeu mamoplastia de aumento aos 17 anos para ajudar a superar seus distúrbios alimentares, fazendo-a se sentir mais feminina, pois seus seios permaneceram pequenos naturalmente quando ela terminou a puberdade e ajudaram a contribuir para seus distúrbios alimentares.

## Carreira na luta livre profissional

### WWE

#### NXT (2013–2016)

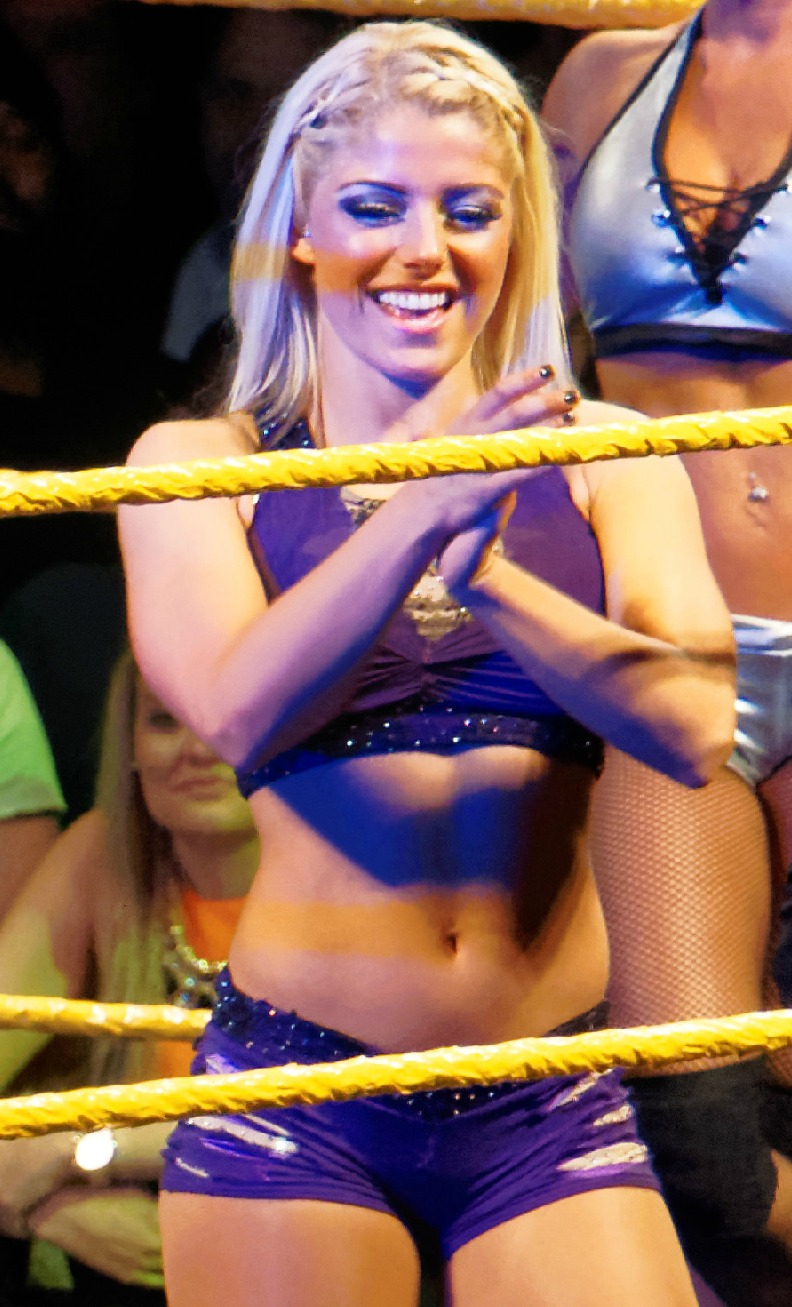
Bliss em março de 2015

Não tendo nenhum treinamento anterior de wrestling, Kaufman foi contratada pela WWE em maio de 2013 e reportado ao território de desenvolvimento do WWE NXT. Em 24 de julho no episódio do NXT (que foi gravado em 20 de junho), ela fez sua primeira aparição na televisão, parabenizando a campeã inaugural do NXT, Paige. Em agosto, ela foi adicionada à página do NXT do WWE.com e recebeu o nome de ringue Alexa Bliss. Ela atuou como locutora de ringue sem nome para o episódio de 20 de novembro do NXT. Sua primeira aparição televisionada na lista principal veio na WrestleMania XXX em 6 de abril de 2014, quando ela fez parte da entrada de Triple H. Ela fez sua estréia no ringue televisionada em 8 de maio no episódio do NXT, jogando uma gimmick de fada com glitter com sua entrada no ringue definida para a faixa tema "Bling Bling", competindo em um torneio pelo vago Campeonato Feminino do NXT. Ela derrotou a ex-Campeã das Divas Alicia Fox na primeira rodada, mas perdeu para Charlotte nas semifinais. Em 25 de setembro no episódio do NXT, uma nova faixa tema de entrada no ringue "Blissful" foi lançada pela primeira vez com sua luta contra Bayley. Após uma tentativa fracassada de Double-Knees, Bliss perdeu após um Bayley-to-Belly Suplex.
Após um tempo afastada de competição devido uma lesão, Bliss retornou em 11 de março de 2015 derrotando Carmella. Na semana seguinte, ela derrotou a Campeã Feminina do NXT Sasha Banks por contagem num combate sem o título em jogo, que a levou a ganhar uma oportunidade pelo título contra Banks em 25 de março, mas perdeu. Em 13 de maio, Bliss derrotou Carmella após os Campeões de Duplas do NXT Blake & Buddy Murphy distraírem Carmella. Em 20 de maio no NXT TakeOver: Unstoppable, Bliss ajudou Blake e Murphy a reter o título contra Enzo & Cass, formando uma aliança com eles e tornando-se heel. Em 3 de junho, Bliss novamente derrotou Carmella, enquanto acompanhada por Blake e Murphy. Em 29 de julho, Bliss ajudou Blake & Murphy a reter o título contra os The Vaudevillains (Aiden English e Simon Gotch). Em 22 de agosto, Blake & Murphy perderam o título para os Vaudevillains após Blue Pants impedir Bliss de interferir na luta. Isso levou as duas a terem uma luta em 2 de setembro, onde Bliss venceu.
Entre outubro e novembro, Bliss protagonizou uma rivalidade com Bayley pelo Campeonato Feminino do NXT e após perder para Bayley em uma luta de equipes mistas, as duas se enfrentaram no evento principal do NXT em 18 de novembro, onde Bliss perdeu. Em 13 de janeiro de 2016, Bliss participou numa Battle royal para determinar a desafiante ao título, mas Carmella venceu. Em 18 de maio, Bliss se desaliou de Blake e Murphy. Em 25 de maio, Bliss competiu em uma luta de ameaça tripla contra Carmella e Nia Jax para determinar a desafiante ao título de Asuka no NXT TakeOver: The End, mas Jax venceu. Em 17 de agosto, Bliss competiu em sua última luta do NXT, numa luta de equipes ao lado de Daria Berenato e Mandy Rose, perdendo para Carmella, Liv Morgan, e Nikki Cross. Ela fez sua estréia no plantel principal no episódio de 26 de julho do SmackDown em um segmento envolvendo a divisão feminina. Bliss alcançou sua primeira vitória no plantel principal ao derrotar Becky Lynch no episódio de 9 de agosto do SmackDown. Em 21 de agosto, no SummerSlam, ela se juntou a Natalya e Nikki Bella para vencer Becky Lynch, Carmella e Naomi. Em 11 de setembro, no Backlash, Bliss competiu em um desafio Six Pack para determinar a primeira campeã feminina do SmackDown, na qual ela não teve sucesso.
No episódio de 13 de setembro do SmackDown, Bliss venceu uma luta de cinco mulheres para se tornar a primeira desafiante pelo título de Lynch no No Mercy. No entanto, devido a Lynch sofrer uma lesão, a partida foi remarcada para o episódio de 8 de novembro do SmackDown, onde Lynch defendeu com sucesso o título contra Bliss. Em 4 de dezembro no TLC, Bliss derrotou Lynch em uma luta de mesas para se tornar a nova campeã feminina do SmackDown.
No episódio de 17 de janeiro do SmackDown, Bliss defendeu com sucesso seu título contra Lynch em uma steel cage match após uma interferência de Mickie James, que se tornou aliada de Bliss. Em 12 de fevereiro, Bliss perdeu o título para Naomi no Elimination Chamber. Em 21 de fevereiro no episódio do SmackDown, Bliss derrotou Lynch para capturar o título pela segunda vez ,depois que Naomi foi forçada a desocupar o título devido a uma lesão, tornando-se a primeira bicampeã do SmackDown. Na WrestleMania 33, Bliss perdeu o título para Naomi em um desafio Six Pack envolvendo Carmella, Mickie James, Becky Lynch e Natalya. Bliss e Naomi se enfrentaram em uma revanche no episódio de 4 de abril do SmackDown, onde Bliss foi novamente derrotada.

#### Campeã feminina do Raw (2017–2018)

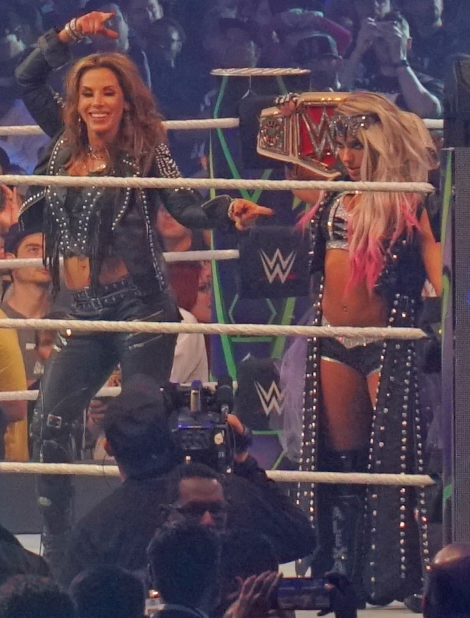
Bliss como campeã feminina na WrestleMania 34.

No Raw de 10 de abril de 2017, Bliss foi recrutada para o Raw como parte do superstar shake-up, confrontando a então campeã feminina Bayley. Uma semana depois, Bliss venceu uma luta quatro fatais para se tornar a primeira desafiante ao título. No Payback, Bliss derrotou Bayley para se tornar a nova campeã feminina, tornando-se a primeira mulher a vencer o título feminino do Raw e do SmackDown. Em uma revanche entre as duas, que ocorreu no Extreme Rules, Bliss manteve seu título sobre Bayley em uma luta com uma vara de kendo em um poste. Bliss então começou uma rivalidade com Sasha Banks, a quem ela reteve seu título em 9 de julho no Great Balls of Fire através de desqualificacão por parte da campeã. Perdeu o título para Banks em 20 de agosto no SummerSlam. Ela recuperou o título 8 dias depois, no Raw.
Bliss defendeu com sucesso seu título no No Mercy, em uma luta de cinco fatais contra Bayley, Nia Jax, Emma e Sasha Banks. Bliss foi então confrontado na noite seguinte no Raw por Mickie James devido a insultos que Bliss fez sobre ela. No TLC, Bliss derrotou James para manter o título.
No Elimination Chamber, Bliss venceu a primeira luta elimination chamber feminina contra Sasha Banks, Bayley, Mandy Rose, Sonya Deville e sua amiga Mickie James, mantendo seu título. Na WrestleMania 34, Bliss perdeu o Título Feminino do Raw para Nia Jax, terminando seu reinado de 223 dias. No Backlash, Bliss invocou sua cláusula de revanche e desafiou Jax pelo título, no entanto, ela não teve sucesso e sofreu uma lesão no ombro durante a partida.
Bliss lutou no Money in the Bank na money in the bank ladder match e saiu vitoriosa. Na mesma noite, Bliss usou seu contrato na luta entre Ronda Rousey e Nia Jax e se tornou campeã feminina do Raw pela terceira vez. No Extreme Rules, Bliss manteve o título contra Jax, terminando assim a sua rivalidade. No SummerSlam, Bliss perdeu o título para Ronda Rousey, e não conseguiu recuperá-lo em uma revanche no Hell in a Cell no mês seguinte em setembro.

#### Várias rivalidades (2018–presente)
Em outubro, Bliss e James começaram uma rivalidade com as lendárias Trish Stratus e Lita, o que eventualmente levou ao anúncio de uma partida de duplas no primeiro PPV somente de mulheres da história chamado Evolution. Apenas três dias antes do evento foi anunciado que Bliss foi retirada da partida devido a uma concussão que sofreu em sua luta contra Ronda Rousey no Hell in a Cell e foi substituída por Alicia Fox. Em novembro, Bliss foi anunciada como a capitã da equipe do Raw para o tradicional jogo de eliminação de cinco contra cinco no Survivor Series.
Em 2019, foi a host da WrestleMania 35. Meses depois, começou uma parceria com Nikki Cross. No RAW de 5 de agosto, Bliss e Cross venceram os WWE Women’s Tag Team Championship, derrotando as Kabuki Warriors (Asuka e Kairi Sane), Mandy Rose e Sonya Deville e as até então campeãs The IIconics (Billie Kay e Peyton Royce). Elas perderam os títulos para as Kabuki Warriors no Hell in a Cell daquele mesmo ano.

## Outras mídias
Bliss fez sua estreia em um vídeo game no WWE 2K17.
No final de 2016, Bliss apareceu como capa da revista de fisiculturismo Muscle & Fitness.

## Filmografia
| Televisão | Televisão   | Televisão | Televisão                                                                   |
| Ano       | Título      | Função    | Notas                                                                       |
| --------- | ----------- | --------- | --------------------------------------------------------------------------- |
| 2015–2018 | Total Divas | Ela mesma | Convidada (temporada 4, 6 e 8) Elenco principal (temporada 7): 15 episódios |

| Vídeos de música | Vídeos de música | Vídeos de música | Vídeos de música |
| Ano              | Título           | Artista          | Notas            |
| ---------------- | ---------------- | ---------------- | ---------------- |
| 2020             | "Alexa Bliss"    | Bowling for Soup |                  |

## Vida pessoal
Kaufman é fã da Disney, na qual ela tinha viagens anuais a Walt Disney World junto com sua família apesar da baixa renda. Ela cita Trish Stratus e Lita como suas maiores influências na luta livre.

## Campeonatos e conquistas
- Pro Wrestling Illustrated
  - Classificada como a número 2 das 100 melhores lutadoras femininas no PWI Women's 100 em 2018[71]
  - Classificada em 22º lugar das 50 melhores equipes de duplas no PWI Tag Team 50 em 2020 com Nikki Cross[72]
- Sports Illustrated
  - Classificada em 6º lugar entre as 10 melhores lutadoras individuais em 2018
- Wrestling Observer Newsletter
  - Pior rivalidade do ano (2021) com "The Fiend" Bray Wyatt vs. Randy Orton
  - Pior gimmick (2021)[73]
- WWE
  - Campeonato Feminino do Raw (3 times)[74]
  - Campeonato Feminino do SmackDown (2 times)[75]
  - Campeonato de Duplas Femininas da WWE (2 times) – com Nikki Cross[76]
  - Money in the Bank (Feminino 2018)[77]
  - Segunda Campeã Tríplice Coroa Feminina[78]